# Via XX
La Via XX (per loca maritima) és una via romana que apareix amb aquest número a l'itinerari d'Antoní. Connectava les ciutats de Bracara Augusta (actualment Braga) amb Asturica Augusta (actualment Astorga). Era una variant de la Via XIX que borajava el vessant atlàntic de la Gal·lècia passant per Brigantium, que actualment seria La Corunya o Betanzos. Algunes parades d'aquesta ruta s'esmenten també a l'Anònim de Ravenna.

## Itinerari
A continuació hi ha la llista d'aturades (mansiones), amb la indicació de les distàncies en milles romanes (m.p.) o en estadis grecs:
- Bracara, Braga.
- Aquis Celenis, (m.p. CLXV), Caminha? Caldas de Reis?
- Vico Spacorum ou Vicus Caporum?, (stadia CXCV), Vigo? Baroña?
- Ad Duos Pontes, (stadia CL), Pontevedra? Noia?
- Glandimiro/Glandomiro, (stadia CLXXX), Cesures? Brandomil?
- Atricondo, (m.p. XXII), Trigonde? Sigüeiro?
- Brigantium, (m.p. XXX), La Corunya?
- Caranico/Caronium, (m.p. XVIII), Parga? Graña de Vecín?
- Luco Augusti, (m.p. XVII), Lugo.
- Timalino/Talamine, (m.p. XXII), Vilartelín?
- Ponte Neviae/Navia, (m.p. XII), Pontes de Gatín?
- Uttaris (m.p. XX), Golón-Manzanal?
- Bergido, (m.p. XVI), Castro Ventosa? Pieros?
- Asturica, (m.p. L), Astorga.